# سیارک ۴۹۶۰
سیارک ۴۹۶۰ (به انگلیسی: 4960 Mayo، نامگذاری:4657P-L) چهار هزار و نهصد و شصتمین سیارک کشف شده‌است که در ۲۴ سپتامبر ۱۹۶۰ کشف شد.
قدر مطلق سیارک برابر ۱۳٫۰۰ است.